# Kieselsol
Kieselsol ist eine wässrige kolloidale Suspension nahezu kugelförmiger Polykieselsäure-Moleküle mit 30 % bis maximal 60 % Siliciumdioxid. Das Wort setzt sich aus Kiesel für Kieselsäuren und Sol, einem Synonym von Kolloid, zusammen. Nach Römpp Lexikon Chemie lässt sie sich jahrelang unverändert lagern, nach Holleman-Wiberg verknüpfen sich die Kieselsäurekugeln über Sauerstoffbrücken zu einer amorphen Kieselsäure (Kieselgel).

Flussdiagramm der Herstellungsverfahren

## Herstellung
Kieselsol kann durch Ionenaustausch aus Wasserglas, per Hydrolyse und Kondensation aus Silicium, durch direkte Oxidation von Silicium oder durch Mahlen und Peptisation von Siliciumdioxid (meist fumed silica) gewonnen werden.
Aus Wasserglas gewonnenes Kieselsol wird mit einem geringen Anteil Alkalien, z. B. mit Natriumhydroxid (Molverhältnis SiO2:NaOH ca. 100:2) stabilisiert.
Das Siliciumdioxid liegt in Form untereinander unvernetzter, kugelförmiger Einzelpartikel vor, die an der Oberfläche hydroxyliert sind. Die Größe der Partikel liegt im kolloiden Bereich und beträgt je nach Typ 5 nm bis 75 nm.

## Verwendung
Es wurde Mitte des 20. Jahrhunderts als Ersatzstoff für Tannine für das Schönen von Wein zugelassen. In der Önologie wird es vor allem zur Gerbstoff-Korrektur, sowie zum Entfernen anderer Schönungsmittel wie zum Beispiel Bentonit, Aktivkohle oder Kupfersulfat nach deren Reaktion meist in Kombination mit Gelatine oder anderen Eiweißen (Eiklar, Hausenblase und Kasein) eingesetzt. Auch eine Überschönung mit Gelatine kann durch Gabe von Kieselsol korrigiert werden, weil hierdurch überschüssige Gelatine ausfällt. Kieselsol ist in der Lage Schleimstoffe, die im Wein trubstabilisierend wirken, zu binden. Diese Bindung erfolgt durch Ionenaustausch zwischen dem Kieselsol und den Schleimstoffen.
Des Weiteren findet Kieselsäure in Kombination mit Wasserglas seit 2002 Verwendung in der Herstellung der Sol-Silikatfarben. Die Mineralfarbe wird dank der so ausgelösten chemischen Prozesse in die Lage versetzt auf nicht- mineralischen Untergründen zu haften.